# Westliche Weymouth-Kiefer
Die Westliche Weymouth-Kiefer (Pinus monticola), auch Murray-Kiefer genannt, ist eine Kiefernart, die in den Bergen des westlichen Nordamerikas vorkommt.

## Merkmale
Die Westliche Weymouth-Kiefer erreicht regelmäßig eine Höhe von 30 bis 50 Meter und kann in Ausnahmefällen bis zu 70 Meter hoch werden. Die Nadeln stehen zu fünft in  Bündeln an Kurztrieben. Sie werden fünf bis 13 Zentimeter lang. Die Zapfen sind zwischen 12 und 32 Zentimeter lang und schmal. In geschlossenem Zustand sind sie zwischen 3 und 4 Zentimeter breit, geöffnet haben sie einen Durchmesser von 5 bis 8 Zentimeter. Die einzelnen Zapfenschuppen sind dünn und flexibel. Die Samen sind klein und erreichen eine Länge zwischen 4 und 7 Millimeter. 
Die Westliche Weymouth-Kiefer ist eng mit der Weymouth-Kiefer aus dem östlichen Nordamerika verwandt. Sie unterscheidet sich von dieser Art durch die größeren Zapfen und die länger lebenden Nadeln. Sie hat außerdem ein etwas kompakteres Erscheinungsbild. Wichtige diagnostische Merkmale sind die Form der Spitze der Nadeln (breit bis schmal spitz, nicht abrupt spitz bis zugespitzt wie bei der Weymouth-Kiefer), die Farbe der reifen Schuppenschilder (creme-braun bis gelblich, ohne die für die Weymouth-Kiefer typischen Purpur- oder Grautöne) und die plattige, nicht wie bei der Weymouth-Kiefer längsrissige Borke älterer Bäume. Die jungen Triebe sind gleichmäßig flaumhaarig und bräunlich, während sie bei der Weymouth-Kiefer nur unter den Nadelbüscheln behaart sind, rasch verkahlen und grünlich gefärbt sind.
Die Chromosomenzahl beträgt 2n = 24.

## Verbreitung

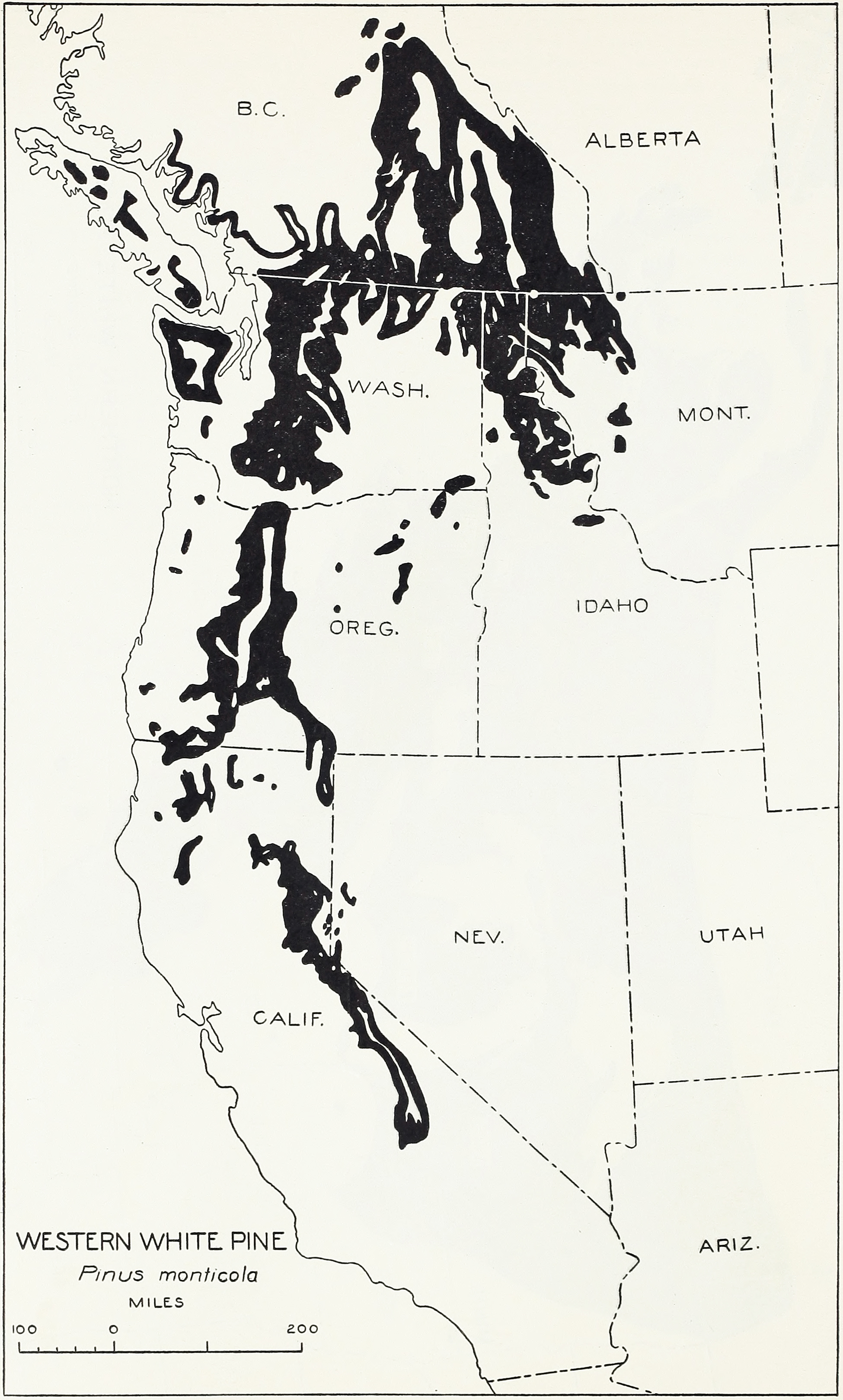
Natürliches Verbreitungsgebiet

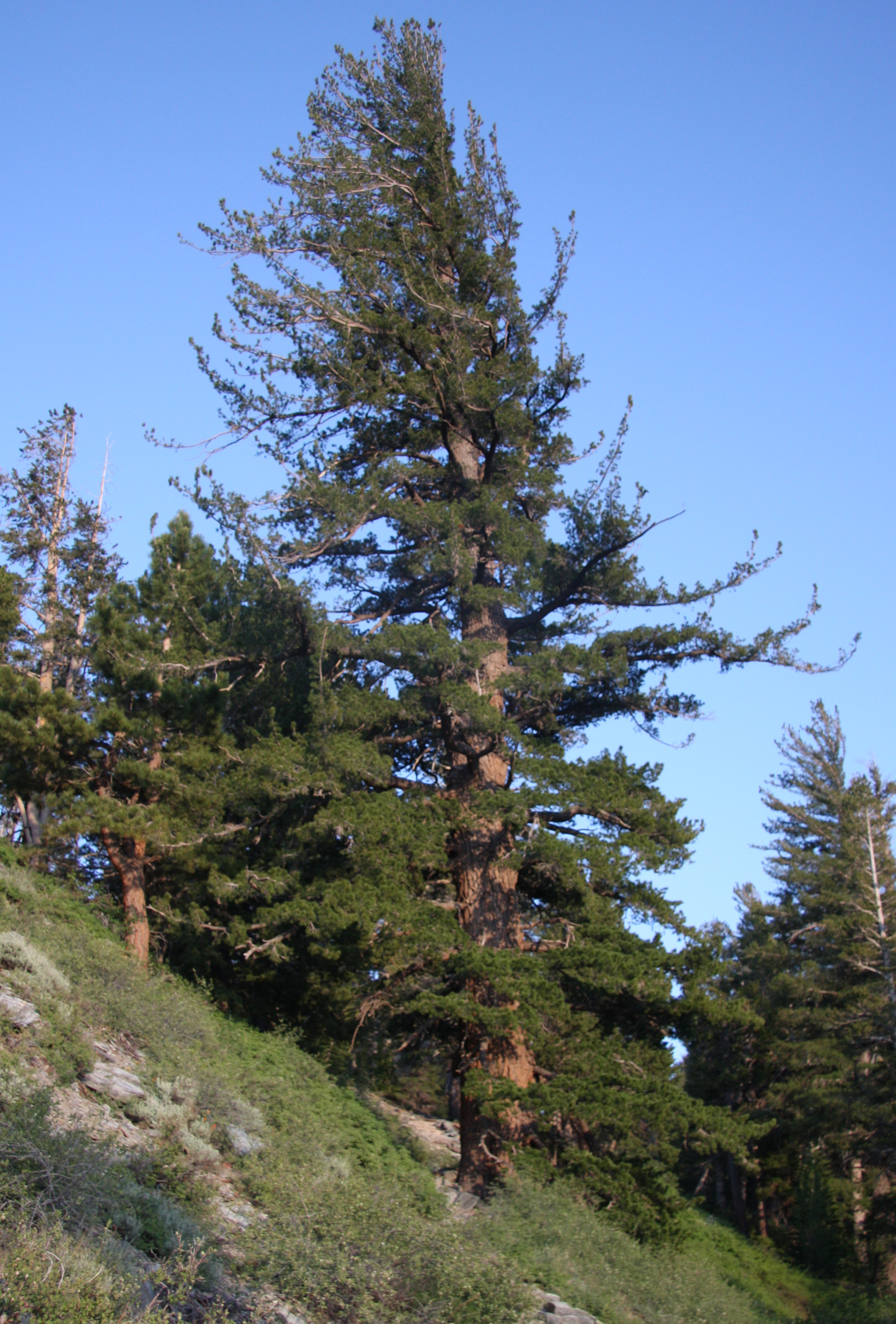
Westliche Weymouth-Kiefer (Pinus monticola) in der Sierra Nevada

Verbreitungsschwerpunkte sind die Sierra Nevada, die Kaskadenkette sowie die nordwestliche Küstenregion und die nördlichen Rocky Mountains. In vielen Regionen ihres Verbreitungsgebietes, wie beispielsweise Oregon und Washington, kommt sie auf Meeresniveau vor. Sie ist die Baumart, die den US-amerikanischen Bundesstaat Idaho symbolisiert.
Die Westliche Weymouth-Kiefer wird heute häufig als Zierbaum angepflanzt. In ihrem ursprünglichen Verbreitungsgebiet ist ihr Bestand auf Grund von Holzeinschlag aber stark zurückgegangen.

## Systematik
Pinus monticola wurde 1832 von David Don im Werk von A.B.Lambert, "Descr. Pinus", ed. 3, Band 2, Seite 144 bis erstbeschrieben. Don nahm dabei einen Namen auf, der zuerst von Douglas verwendet worden war. Synonyme sind Pinus strobus var. monticola (Douglas ex D.Don) Nutt., Pinus porphyrocarpa A.Murray bis oder Pinus grozelieri Carrière.

## Krankheiten
Die Westliche Weymouth-Kiefer zählt zu den Arten, die verhältnismäßig häufig vom Strobenrost (Cronartium ribicola) befallen wird. Dieser Pilz wurde versehentlich im Jahre 1909 aus Europa eingeführt. Er befällt ausschließlich fünfnadelige Kiefern. Der United States Forest Service schätzt, dass westlich der Kaskadenkette 90 Prozent des Bestands an Westlichen Weymouth-Kiefern an diesem Pilz zugrunde gegangen sind. Zahlreiche Standorte, an denen ursprünglich diese Kiefernart stand, weisen heute einen Bewuchs mit anderen Baumarten auf. 
Einige Westliche Weymouth-Kiefern weisen eine genetische Resistenz gegenüber dem Strobenrost auf. Der US Forest Service führt aktuell ein Programm durch, um solche resistenten Bäume zu finden und diese gezielt zu vermehren.

## Nutzung
Bei der Westlichen Weymouth-Kiefer umgibt weißes Splintholz in einem 2,5 bis 7,5 Zentimeter breiten Streifen ein strohgelbes bis blassrotbraunes Kernholz. Das Holz ist nicht sehr harzreich. Trotzdem sind die Harzkanäle als feine braune Linien sichtbar. Die Jahresringe sind nicht sehr ausgeprägt und insgesamt hat das Holz eine sehr ebenmäßige Maserung. Es ist etwas schwerer und härter als das Holz der Weymouth-Kiefer. Es wird vor allem für Innenarbeiten als Tischlerholz und für Wand- und Deckenverkleidungen verarbeitet, da es nicht sehr haltbar und schwer zu konservieren ist.